# Evdokia Kadi

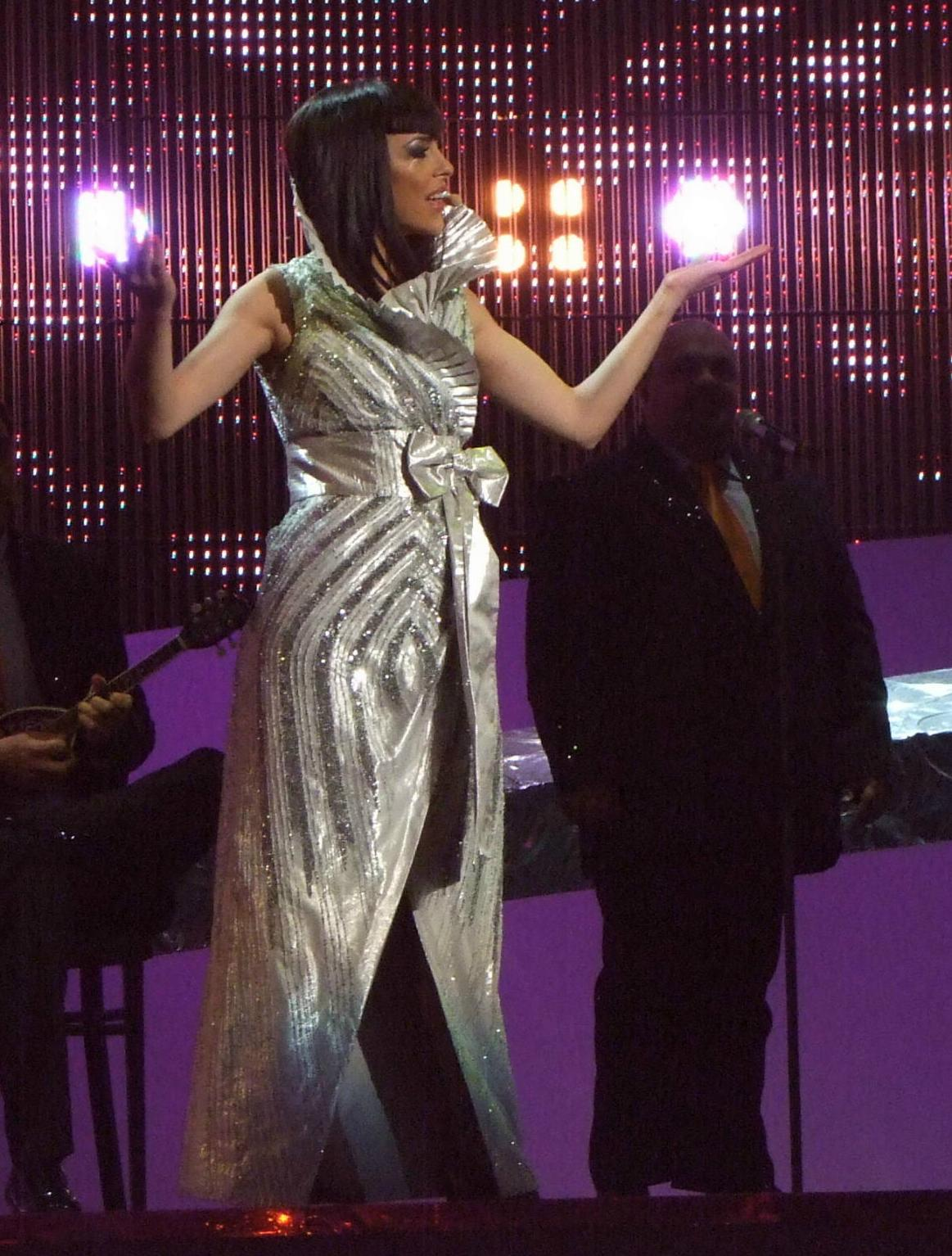
Ela fazendo um show

Evdokia Kadi é uma cantora chiprense. Evdokia Kadi foi a representante de Chipre no Festival Eurovisão da Canção 2008.